# Francesco Traini

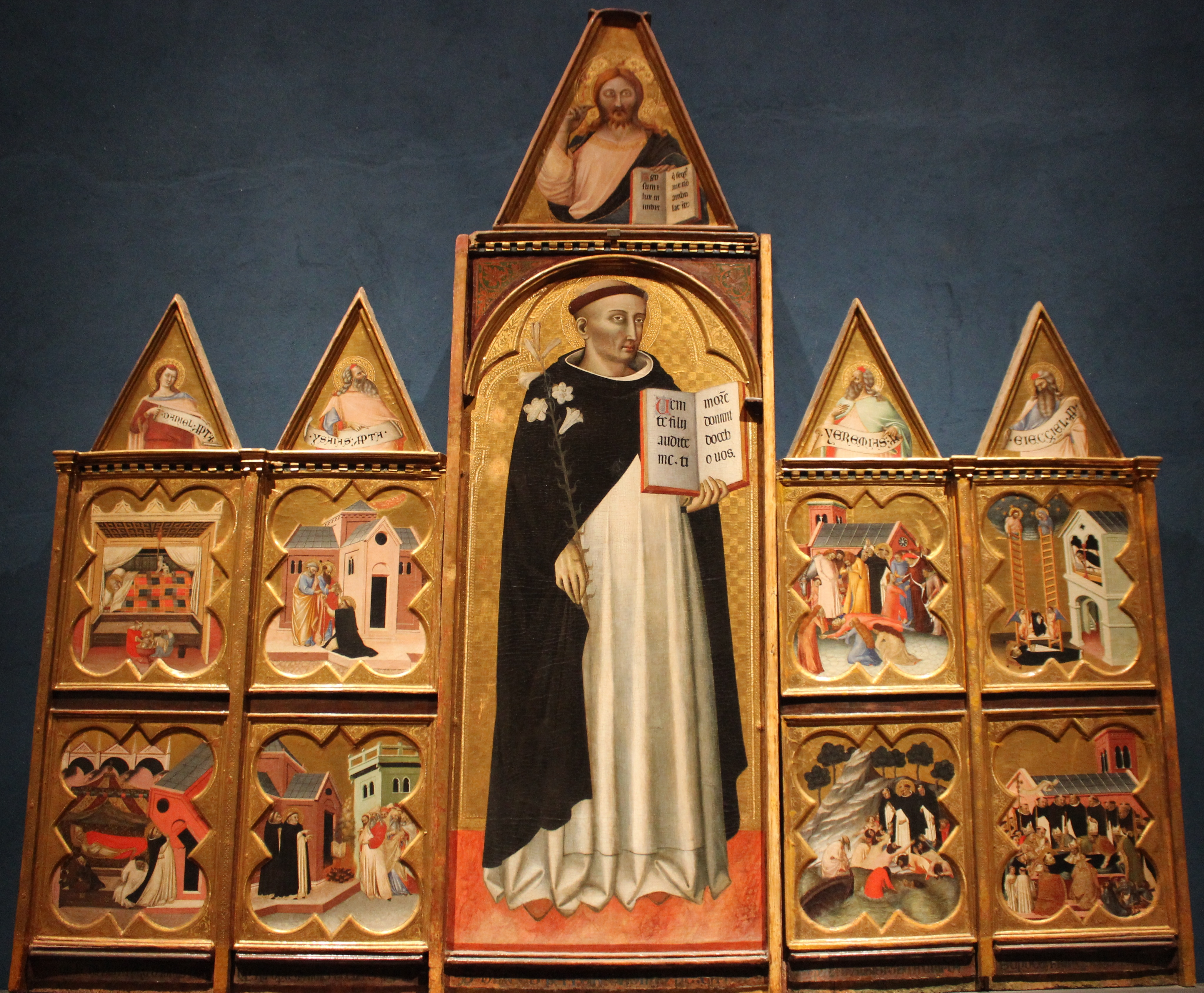
Altaarstuk met de heilige Domenicus, Museo di San Matteo. Pisa

Francesco Traini was een Italiaans kunstschilder en miniaturist afkomstig uit Pisa, die actief was tussen 1321 en 1345.

## Biografische elementen
Traini is bekend uit enkele documenten. In juli en augustus 1322 werd hij betaald voor schilderwerken in het Palazzo Anziani in Pisa. Van 2 december 1337 kennen we een contract met een leerjongen Giovanni voor een periode van drie jaar. Verder zijn er documenten van 12 december 1340 en 19 februari 1341 over een proces dat hij voerde met de confraterniteit van de Laudi van de kathedraal van Pisa over een banier die hij voor hen geschilderd had.
Hij was opgeleid in de Sienese traditie van Simone Martini en Matteo Giovinetti maar zijn werk toonde ook invloeden van de Florentijnse stijl van Giotto di Bondone.

## Werken
Er is slechts een gesigneerd werk van hem bekend, een altaarstuk met een veelluik van de heilige Dominicus, dat hij schilderde voor de kerk van de dominicanen in Pisa tussen 1344 en 1345 en dat nu samen met de predella met acht afbeeldingen uit het leven van Dominicus bewaard wordt in het museo Nazionale di S. Matteo in Pisa. Op basis van de stijlkenmerken van dit werk zijn er een aantal andere schilderijen aan hem toegeschreven, onder meer een Anna te Drieën, momenteel in het Princeton Art Museum in Princeton New Jersey een paneel met de aartsengel Michaël in het Museo Nazionale di Villa Guinigi in Lucca, een paneel met de apostel Paulus nu in Nancy en ten slotte een Madonna met Kind in het Prado in Madrid.

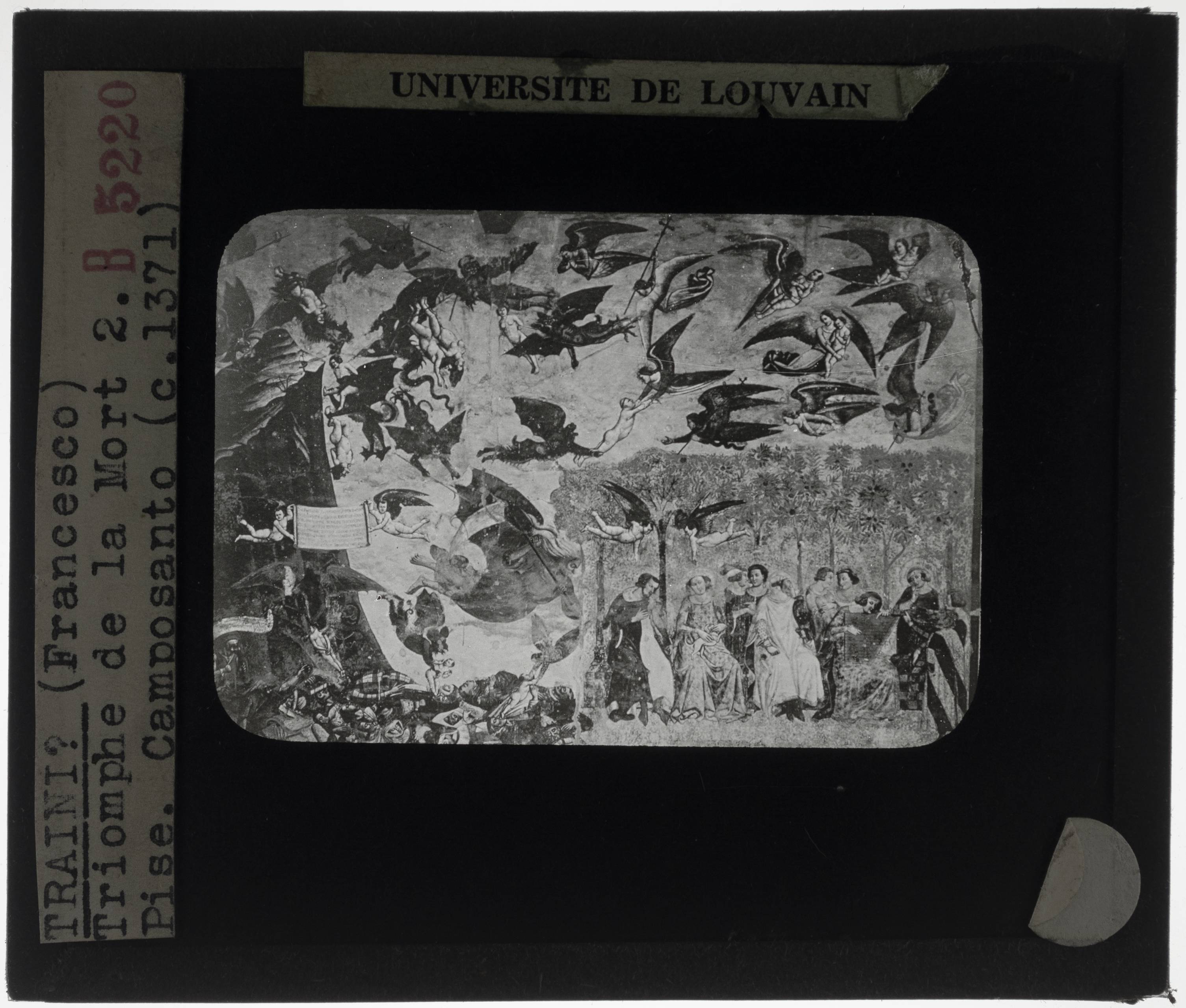
Triomf van de Dood (detail)

Hij wordt ook genoemd als de auteur van de monumentale groep fresco’s rond het thema van de dood op het Camposanto van Pisa geschilderd omstreeks 1365, met onder meer:
- Het Laatste Avondmaal;
- De hel;
- De heremieten van de Thebaid;
- Triomf van de dood. In het fresco schiet de Dood door de lucht neer op een groepje onbekommerde, jonge en aantrekkelijke edellieden en jonkvrouwen die met elkaar converseren en flirten en elkaar vermaken met boeken en muziek in een geurend sinaasappelbosje. Op een boekrol (links of de afbeelding) staat de waarschuwing dat 'geen schild van wijsheid of rijkdom, adellijke afkomst of dapperheid hen kan beschermen tegen de slagen van de Naderende Dood. Zij hebben meer behagen geschept in de wereld dan in de dingen van God'. In een hoop dode lichamen liggen gekroonde heersers, een paus getooid met een tiara, een ridder, over elkaar heen gevallen en verstrengeld met lichamen van de armen, terwijl in de lucht engelen en duivels  strijden om naakte miniatuurfiguurtjes die hun zielen voorstellen.[5]

Deze werken worden sedert de studie van Bellosi toegeschreven aan Buonamico Buffalmacco.

## Invloed
Traini beïnvloedde schilders uit Lucca van het midden van de 14e eeuw zoals zoals de ‘meester van de fresco’s van S. Frediano’, de ‘meester van de fresco’s van het klooster van S. Caterina’ en schilders van de volgende generatie zoals Angelo Puccinelli.

## Miniaturen
Recent werden de miniaturen in de eerste kantiek van een Divina Commedia bewaard in het Museum Condé in het Kasteel van Chantilly aan hem toegeschreven.
- Digitale Bibliotheek voor de Nederlandse Letteren: trai002
- Gemeinsame Normdatei: 11880264X
- KulturNav: 9535e609-9101-45a0-a29e-f9789c5203f1
- Library of Congress Control Number: n82081677
- RKD-Nederlands Instituut voor Kunstgeschiedenis: 78086
- Istituto Centrale per il Catalogo Unico: BVEV263171
- Union List of Artist Names: 500004742
- Virtual International Authority File: 95709704